# 레닌상

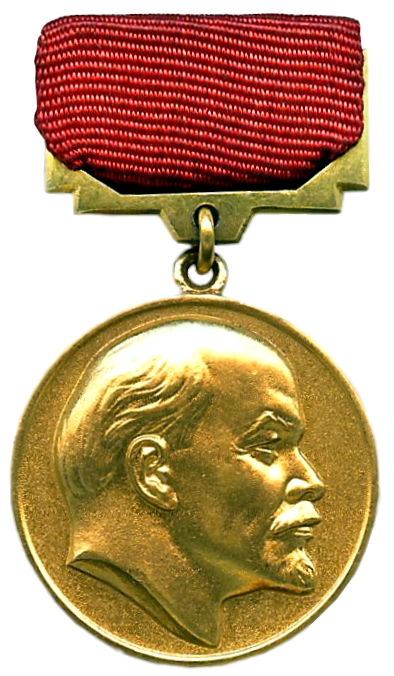
레닌상 메달

레닌상(러시아어: Ленинская премия)은 소련의 국가 상(賞) 중 하나이다. 1925년 6월 23일 설립되어 1934년까지 수여되었다. 1935년부터 1956년까지 스탈린이 실권을 장악하는 동안은 스탈린상이 최고 국가 상이었다.
1956년 8월 15일에 다시 제정되었으며, 이후 1990년까지 매년 레닌의 생일인 4월 22일에 과학, 문학, 예술, 건축 및 기술 분야에서 뛰어난 개인을 대상으로 수여되었다.

## 같이 보기
- 레닌 평화상